# 王立天文学会
王立天文学会（おうりつてんもんがっかい、英語: Royal Astronomical Society、略称：RAS）は、天文学研究を支援するために1820年に設立された学術団体（学会）である。ロンドン天文学会として設立され、1831年にイギリス王ウィリアム4世からの勅許を受けて現在の名称となった。当初は男性のみ入会が許されていたが、1915年の勅許により女性の入会も認められるようになった。王立天文学会はScience Councilの一員であるとともにイギリス天文学界を代表する組織として国際天文学連合に加盟しており、天文学、太陽系科学、地球物理学と周辺の科学分野の研究の振興を行っている。王立天文学会は、学術雑誌および定期刊行物も発行している。3000人以上が会員となっており、その3分の1がイギリス国外に居住している。さらに、天文学や地球科学に興味があり学会の運営を支援する一般会員は、王立天文学会のフレンドと呼ばれる。ロンドン、ピカデリーのバーリントンハウスにある。

## 出版物
王立天文学会の主な活動の一つは、査読つきの学術雑誌を刊行することである。王立天文学会は、天文学の分野ではMNRAS、地球科学の分野ではドイツ地球科学会と共同でGeoJIを刊行している。王立天文学会から刊行されている（あるいは過去に刊行されていた）学術雑誌は、以下のとおりである。略称はアメリカ航空宇宙局のADSデータベースに準拠している。
- Memoirs of the Royal Astronomical Society (MmRAS): 1822 – 1978
- Monthly Notices of the Royal Astronomical Society (MNRAS): Since 1827
- Geophysical Supplement to Monthly Notices (MNRAS): 1922 – 1957
- Geophysical Journal (GeoJ): 1958 – 1988
- Geophysical Journal International (GeoJI): Since 1989 (volume numbering continues from GeoJ)
- Quarterly Journal of the Royal Astronomical Society (QJRAS): 1960 – 1996
- Astronomy & Geophysics (A&G): Since 1997 (volume numbering continues from QJRAS)

## 会員
18歳以上で学会が受け入れられる者であれば誰でも王立天文学会の会員になることができる。職業としての天文学者が数多く誕生する以前に設立されたという経緯から、正式な入会資格は存在しない。しかし現在では、会員の75%程度が職業天文学者あるいは地球物理学者である。王立天文学会はイギリス国内で天文学者と地球物理学者が集う学術団体として機能しており、会員は学会を通してen:Science Councilのen:Chartered Scientistに応募できる。会員数は2003年に初めて3000人を超えた。

## 王立天文学会フレンド
2009年、プロの研究者ではない、あるいは特定領域の専門家でないが天文学や地球物理学に関心のある人向けに、新しい制度が設置された。そのような人は王立天文学会の「フレンド」となり、一般向け講演会やイベントに主催者側として参加することができる。

## 会合
王立天文学会は天文学や地球物理学に関する議論を行うための会合を開催しており、9月から6月までの毎月第2金曜日にロンドンで開かれる。その様子は雑誌The Observatoryに掲載される。王立天文学会はプロの天文学者向けの総会(National Astronomy Meeting) を毎年春に開催しており、不定期な研究会もイギリス各地で開催している。

## 図書館
王立天文学会は、多くの大学や研究機関よりも豊富な天文学と地球物理学の書籍を所蔵している。その図書館は天文学と地球物理学に関する300の定期刊行物と一般書から研究会集録にいたるまでの1万冊以上の書籍を収蔵している。天文学に関する稀観書に関しては、イギリス国内ではエディンバラの王立天文台に次ぐ蔵書量である。王立天文学会図書館は学会員だけでなく天文学者、地球物理学者、歴史学者にとっても重要な資源である。

## 教育
王立天文学会は生徒、教師を含む一般大衆向けに天文学の成果の普及を行っている。また、イギリス国内で行われる様々な試験、たとえばen:GCSEなどにおいて諮問も行っている。

## 関連団体
王立天文学会は、関連する様々な学術団体と協力関係にある。
- The Astrobiology Society of Britain
- The Astroparticle Physics Group (英国物理学会と共同)
- The Astrophysical Chemistry Group (王立化学会と共同)
- The British Geophysical Association (ロンドン地理学会と共同)
- The Magnetosphere Ionosphere and Solar-Terrestrial group (MIST)
- The UK Planetary Forum
- The UK Solar Physics group

## 会長
王立天文学会の初代会長は、ウィリアム・ハーシェルである。しかし、彼は一度も会合の議長となったことはなかった。その後、多くの著名な天文学者がその職を務めた。任期は2年である。
最近の会長:
- 2006年 マイケル・ロワン＝ロビンソン
- 2008年 アンドルー・ファビアン
- 2010年 ロジャー・デービス
- 2012年 デービッド・サウスウッド
- 2014年 マーティン・バーストウ
- 2016年 ジョン・ザーネッキ
- 2018年 マイク・クルーズ
- 2020年 エマ・バンス
- 2022年 マイク・エドマンズ
- 2024年 マイク・ロックウッド

過去の著名な会長:
| - ジョン・クーチ・アダムズ - ジョージ・ビドル・エアリー - フランシス・ベイリー - アーサー・ケイリー - ジョージ・ハワード・ダーウィン - フランク・ダイソン - アーサー・エディントン - ジェームズ・グレーシャー - ウィリアム・ハーシェル (初代会長) - ジョン・ハーシェル - フレッド・ホイル - ウィリアム・ハギンズ - ジェームズ・ジーンズ - ハロルド・ジェフリーズ - ウィリアム・ラッセル - ジェームズ・リンゼー - アルフレッド・ラヴェル | - ドナルド・リンデンベル - ウィリアム・マクリー - エドワード・アーサー・ミルン - ヘンリー・プラマー - チャールズ・プリチャード - ラルフ・サムプソン - フランシス・グレアム＝スミス - ウィリアム・ヘンリー・スミス - ハロルド・スペンサー＝ジョーンズ - エドワード・ジェームズ・ストーン - フレドリック・ストラットン - リチャード・ウーリー - ジョン・ロッテスリー |

## メダル

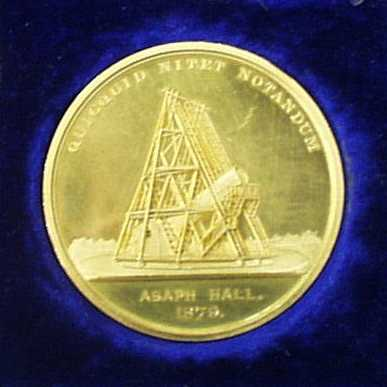
Gold Medal

王立天文学会で最高位の賞は、ゴールドメダルである。最も有名な受賞者は1926年に受賞したアルベルト・アインシュタインと1985年に受賞したスティーブン・ホーキングであろう。
ゴールドメダルの他、エディントン・メダル、ハーシェル・メダル、チャップマンメダル、プライスメダル、ジャクソン＝グウィルト・メダルがある。また、教授職としては地球物理学のHarold Jeffreys Lectureship、天文学のGeorge Darwin Lectureship、宇宙論のGerald Whitrow Lectureshipがある。

## その他の活動
王立天文学会の所在地はロンドンのBurlington Houseである。ここには、会員とその他関連団体向けの図書館と会議室がある。学会はイギリス内あるいはヨーロッパにおける天文学と地球物理学の振興のため、関連科学分野の進展をメディアや一般市民に向けて発信する役割も負っている。また天文学と地球物理学のための研究資金の提供も行っている。